# Bodyrock
Bodyrock è una canzone del musicista statunitense di musica elettronica Moby, estratta come terzo singolo dall'album Play e pubblicata nel 1999.
Presenta un campionamento dal brano Love Rap del 1980 di Spoonie G e The Treacherous Three e nel ritornello il canto di Nikki D.

## Il video
Esistono tre video musicali di Bodyrock.
La "UK version" (diretta da Fredrik Bond) vede un ragazzo che, con la presenza di Moby che gli accende lo stereo con la canzone, balla in mezzo alla strada. Durante il filmato, Richard Hall agisce come un uomo addetto agli effetti speciali, guidando una macchina del vento e incendiando il terreno. Questa mossa fa però accidentalmente saltare in aria un'auto nelle immediate vicinanze.
Un video musicale alternativo è stato successivamente pubblicato, e presenta questa volta altri uomini che ballano il brano davanti al musicista. Questo filmino a sua volta è disponibile in due versioni: una con solo i ballerini, e un'altra insieme a Hall che danza.
Il corto degli Stati Uniti invece, diretto da Steve Carr, rappresenta Moby che indossa occhiali da sole speciali che gli permettono di vedere danzatori ovunque vada. Questo è un chiaro riferimento al film "Essi vivono" di John Carpenter. Appaiono in un cameo anche i Run DMC.

## Tracce

### Edizione standard
1. Bodyrock - 3:37
2. Sunspot - 6:50
3. Arp - 6:31

### U.S.A., V2-Records (63881-27599-2)
1. Bodyrock (Dean Honer Mix) - 3:21
2. Bodyrock (Olav Basoski's Da Hot Funk Da Freak Funk Remix) - 6:27
3. Bodyrock (Rae & Christian Remix) - 5:28
4. Bodyrock (B & H Bodyrob Mix) - 4:42
5. Bodyrock (Dani König Remix) - 8:13
6. Bodyrock (Album Mix) - 3:34
7. Sunspot - 6:50
8. Arp - 6:31

### Australia, Mushroom Records (MUSH01897.2)
1. Bodyrock - 3:37
2. Sunspot - 6:50
3. Arp - 6:31
4. Bodyrock (Olav Basoski's Da Hot Funk Da Freak Funk Remix) - 6:27
5. Bodyrock (Hybrid's Bodyshock Remix) - 7:43
6. Bodyrock (Rae & Christian Remix) - 5:28

### Olav Basoski Radio Edit, CD (Labels)
1. Bodyrock (Olav Basoski Radio Edit) - 3:50

### U.S.A., V2-Records (V2DJ-27621-2)
1. Bodyrock (Radio Edit 1) - 3:21
2. Bodyrock (Olav Basoski's Da Hot Funk Da Freak Funk Remix(Radio Edit 2)) - 3:45
3. Bodyrock (Olav Basoski's Da Hot Funk Da Freak Funk Remix(Radio Edit 1)) - 4:00
4. Bodyrock (Olav Basoski's Da Hot Funk Da Freak Funk Remix) - 6:27

### U.S.A., V2-Records (V2DJ-27618-2)
1. Bodyrock (Olav Basoski's Da Hot Funk Da Freak Funk Remix(Radio Edit 1)) - 4:00
2. Bodyrock (Olav Basoski's Da Hot Funk Da Freak Funk Remix(Radio Edit 2)) - 3:45

### U.S.A., V2-Records (V2DJ-27648-2)
1. Bodyrock (Dean Honer Mix) - 3:21

### U.S.A., V2-Records (V2DJ-27594-2)
1. Bodyrock (Radio Edit 1) - 3:21
2. Bodyrock (Radio Edit 2) - 3:12
3. Bodyrock (Album Version) - 3:34

### Regno Unito, 12" (promo 1) (PCD Mute 225)
1. Bodyrock (Hybrid's Bodyshock Remix) - 7:43
2. Bodyrock (Remix) (Dean Horner e Jarrod Gosling)
3. Bodyrock (B & H Bodyrob Mix) - 4:42
4. Bodyrock (Rae & Christian Remix) - 5:28

### Regno Unito, 12" (promo 2) (PLCD Mute 225)
1. Bodyrock (Olav Basoski's Da Hot Funk Da Freak Funk Remix) - 6:27
2. Bodyrock (Dani König Remix) - 8:13

### Italia, 12", Nitelite Records (NL 14-99)
1. Bodyrock (Olav Basoski's Da Hot Funk Da Freak Funk Remix) - 6:27
2. Bodyrock (B & H Bodyrob Mix) - 4:42
3. Bodyrock (Dani König Remix) - 8:13
4. Bodyrock (Radio Edit 1) - 3:21

### U.S.A., 12", V2-Records (V2AB-27596-1)
1. Bodyrock (Olav Basoski's Da Hot Funk Da Freak Funk Remix) - 6:27
2. Bodyrock (Dean Honer Mix) - 3:21
3. Bodyrock (B & H Bodyrob Mix) - 4:42

### U.S.A., 12", V2-Records (63881-27595-1)
1. Bodyrock (Olav Basoski's Da Hot Funk Da Freak Funk Remix) - 6:27
2. Bodyrock (Rae & Christian Remix) - 5:28
3. Bodyrock (Dani König Remix) - 8:13
4. Bodyrock (Dean Honer Mix) - 3:21

### U.S.A., 12", V2-Records (V2AB-27597-1)
1. Bodyrock (Dani König Remix) - 8:13
2. Bodyrock (Rae & Christian Remix) - 5:28

### Remix
1. Bodyrock (Olav Basoski's Da Hot Funk Da Freak Funk Remix) - 6:27
2. Bodyrock (Hybrid's Bodyshock Remix) - 7:43
3. Bodyrock (Rae & Christian Remix) - 5:28

### Regno Unito, 12", Remix (L12 Mute 225/12 Mute 225)
1. Bodyrock (Olav Basoski's Da Hot Funk Da Freak Funk Remix) - 6:27
2. Bodyrock (B & H Bodyrob Mix) - 4:42
3. Bodyrock (Dani König Remix) - 8:13

## Altre versioni non pubblicate
1. Synoptix - Bodyrock [Moby cover] - 2:10
2. Bodyrock (Demo Version) - 3:56
3. Bodyrock (KCRW Session, 1999) - 3:42
4. Bodyrock (Moby's Beatnik Mix) - 3:52
5. Bodyrock (Nemesis Acid Rocker Mix) - 3:21
6. Bodyrock (Psi-Chel's We Rock Mix) - 6:09
7. Bodyrock (Culture Shock Mix) - 6:34

## Curiosità
Fu utilizzata come sigla iniziale del videogioco FIFA 2001.

## Classifiche
| Classifica (1999)                    | Posizione |
| ------------------------------------ | --------- |
| New Zealand Singles Chart            | 20        |
| Official Singles Chart               | 38        |
| U.S.A. Billboard Hot Dance Club Play | 6         |
| U.S.A. Billboard Modern Rock Tracks  | 26        |